# Лесинди
Лесинди (груз. ლესინდი) — село в Грузии, на территории Цагерского муниципалитета края (мхаре) Рача-Лечхуми и Нижняя Сванетия.

## География
Село находится в северной части Грузии, к востоку от реки Цхенисцкали, на расстоянии приблизительно 3 километров (по прямой) к юго-востоку от города Цагери, административного центра муниципалитета. Абсолютная высота — 808 метров над уровнем моря.

## Население
По результатам официальной переписи населения 2014 года, в Лесинди проживало 52 человека (31 мужчина и 21 женщина). В национальной структуре населения грузины составляли 100 %.
| Год  | Население, человек |
| ---- | ------------------ |
| 2002 | 96                 |
| 2014 | ↘ 52               |